# Cabezabellosa
Cabezabellosa – gmina w Hiszpanii, w prowincji Cáceres, w Estramadurze, o powierzchni 33,56 km². W 2011 roku gmina liczyła 397 mieszkańców.